# Acinesia
Patologia que se caracteriza pelo deficiente movimento do músculo cardíaco, implicando que este deixe de se contrair como deve e levando a um aumento anormal do período temporal entre a sístole e a diástole que, em casos graves, poderá levar à imobilidade do músculo cardíaco.
Pode se caracterizar por ausência de movimento; imobilidade.
Medicina:
Ausência ou perda do movimento voluntário.
Fisiologia:
Intervalo de repouso após a sístole cardíaca.
Neurologia:
incapacidade de se mover, na ausência de qualquer paralisia.
Nos portadores de parkinson, perda gradativa de movimento dos membros superiores e inferiores.